# Samsun (település)
Samsun Törökország Samsun tartományának székhelye, a Fekete-tenger partján található kikötőváros. Valószínűleg Kr. e. 562-ben görög kolóniaként jött létre Amisus néven. Később Pontosz majd a Római Birodalom fennhatósága alá került. A 12. században szeldzsuk törökök kezére került, ekkor lett a város neve Samsun. A 14. században az Oszmán Birodalom részévé vált. 1869-ben egy hatalmas tűzvészben a város nagy része elpusztult. A török függetlenségi háború egyik fontos állomása, 1919. május 19-én itt szállt partra Mustafa Kemal, és indult el anatóliai körútjára, megkezdve a függetlenségi harcokat, melynek eredménye a Török Köztársaság létrejötte lett. 1922-ben a várost az Amerikai Egyesült Államok flottája lőtte (lásd: Samsun bombázása). A későbbi Atatürk Bandırma nevű hajója ma is a kikötőben horgonyoz, múzeumként funkcionál.
Samsun fontos kereskedelmi központ, a régióban dohányt, gyapotot, zöldségféléket és gabonaféléket termesztenek.

## Kerületei
- Atatkum
- Gazi
- Canik
- İlkadım
- Atakent
- Altınkum
- 19 Mayıs
- Ayvacık
- Kutlukent
- Yeşilkent

## Éghajlat
| Hónap                         | Jan. | Feb. | Már. | Ápr. | Máj. | Jún. | Júl. | Aug. | Szep. | Okt. | Nov. | Dec. | Év   |
| ----------------------------- | ---- | ---- | ---- | ---- | ---- | ---- | ---- | ---- | ----- | ---- | ---- | ---- | ---- |
| Rekord max. hőmérséklet (°C)  | 24,2 | 26,5 | 33,6 | 37,0 | 36,4 | 37,4 | 37,5 | 35,2 | 38,3  | 38,4 | 31,4 | 28,9 | 38,4 |
| Átlagos max. hőmérséklet (°C) | 10,9 | 11,1 | 12,0 | 15,3 | 19,0 | 23,7 | 26,5 | 27,0 | 23,9  | 20,1 | 16,7 | 13,1 | 18,3 |
| Átlagos min. hőmérséklet (°C) | 4,2  | 3,9  | 4,7  | 8,0  | 12,1 | 16,2 | 19,2 | 19,7 | 16,5  | 12,9 | 9,2  | 6,4  | 11,1 |
| Rekord min. hőmérséklet (°C)  | −8,1 | −7,4 | −7,0 | −2,4 | 2,7  | 9,0  | 13,4 | 14,0 | 7,0   | 1,5  | −2,8 | −4,0 | −8,1 |
| Átl. csapadékmennyiség (mm)   | 68   | 58   | 63   | 57   | 49   | 46   | 32   | 40   | 51    | 81   | 84   | 78   | 706  |
| Havi napsütéses órák száma    | 78   | 90   | 102  | 129  | 192  | 246  | 264  | 254  | 186   | 136  | 102  | 74   | 1854 |
| Forrás:                       |      |      |      |      |      |      |      |      |       |      |      |      |      |